# 16 Гончих Псов
16 Гончих Псов (лат. 16 Canum Venaticorum), HD 114427 — двойная звезда в созвездии Гончих Псов на расстоянии приблизительно 626 световых лет (около 192 парсек) от Солнца. Визуальная звёздная величина звезды — +7,142m.

## Характеристики
Первый компонент — белая звезда спектрального класса A3, или A7IV. Масса — около 2,497 солнечной, радиус — около 3,462 солнечного, светимость — около 51,55 солнечной. Эффективная температура — около 7858 K.
Второй компонент — коричневый карлик. Масса — около 28,74 юпитерианской. Удалён в среднем на 2,029 а.е..